# Jarosław Dymek
Jarosław Tomasz Dymek, pseudonim Ralf (ur. 21 stycznia 1971 w Kwidzynie) – polski strongman i samorządowiec.
Jeden z najlepszych polskich i światowych siłaczy. Mistrz Polski Strongman w latach 2002 i 2005. Mistrz Europy Strongman 2005. Drużynowy Mistrz Świata Par Strongman w latach 2003 i 2004.

## Życiorys
Jarosław Dymek trenował karate i lekkoatletykę. Był powołany do kadry narodowej w rzucie oszczepem. Następnie trenował gimnastykę. W 1990 rozpoczął studia magisterskie na Akademii Wychowania Fizycznego i Sportu im. Jędrzeja Śniadeckiego w Gdańsku. Od 1999 zajmuje się sportem strongman.

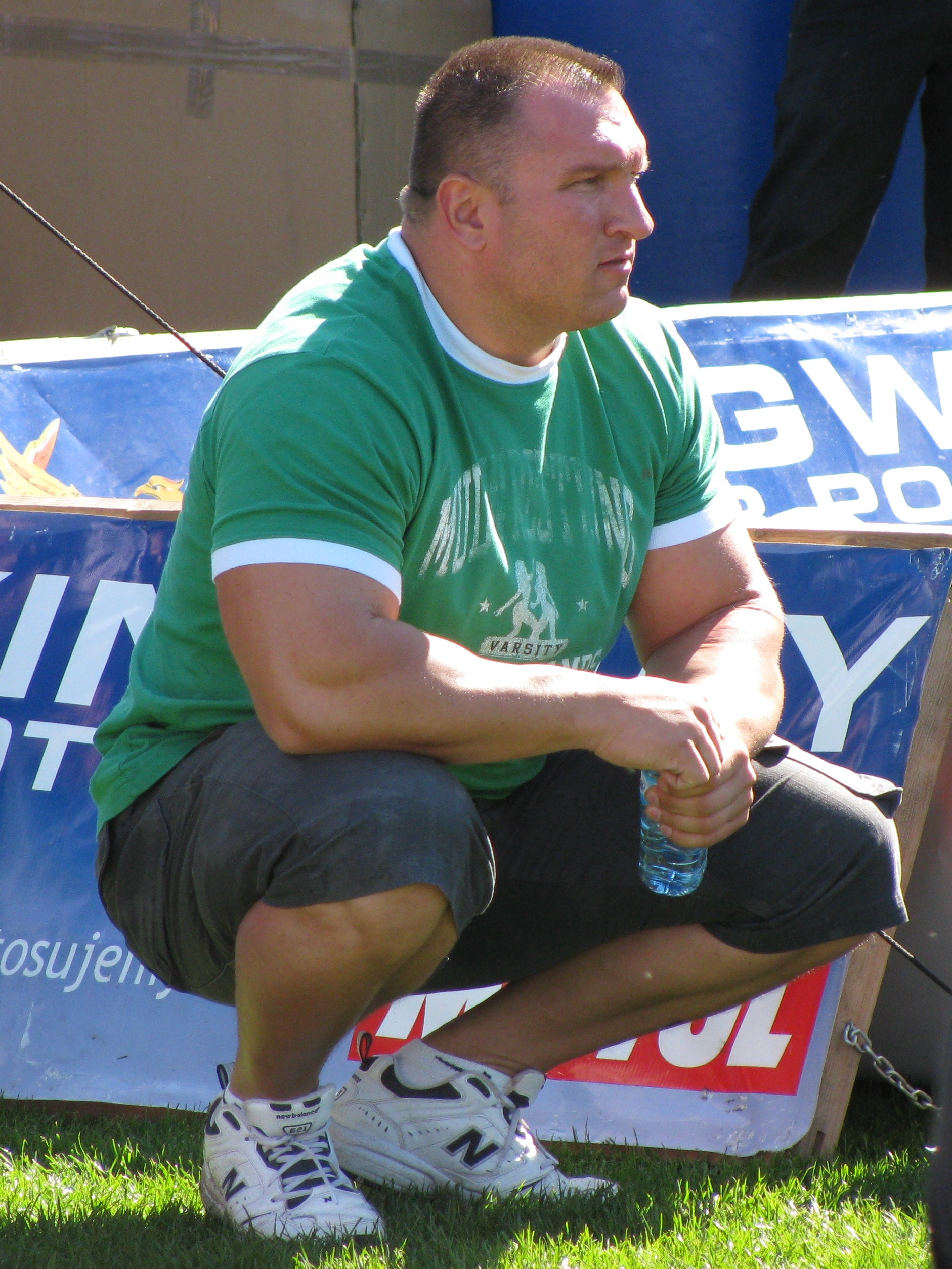
Jarosław Dymek (2009)

Pracował jako wychowawca młodzieży oraz w ochronie nocnego klubu.
W latach 2002–2006 i 2014–2018 radny miasta Malborka.
W listopadzie 2003 r, wspólnie z siłaczem Piotrem Szymcem utworzył firmę Strong Man sp. z o.o., organizującą zawody i pokazy siłaczy oraz promującą sport strongman.
W styczniu 2004 r. został zatrzymany przez policję i przebywał kilka miesięcy w areszcie, pod zarzutem przekazania funkcjonariuszowi policji korzyści majątkowej, w zamian za odstąpienie od czynności służbowych.
Bardzo waleczny, czołowy polski strongman, obok Mariusza Pudzianowskiego. Od samego początku startów znajduje się w ścisłej, światowej czołówce siłaczy. W osiągnięciu jeszcze lepszych wyników Dymkowi przeszkadzały serie poważnych kontuzji, w tym na najważniejszych zawodach.
Zdobył dla Polski, wraz z Mariuszem Pudzianowskim, na Drużynowych Mistrzostwach Świata Par Strongman 1999 pierwszy w historii medal, w sporcie strongman.
Wziął udział pięciokrotnie w indywidualnych Mistrzostwach Europy Strongman.
Klasyfikacja w indywidualnych Mistrzostwach Europy Strongman:
| Rok     | 2000 | 2002 | 2003 | 2005 | 2007 |
| ------- | ---- | ---- | ---- | ---- | ---- |
| Pozycja |      |      |      |      | 5.   |

Jarosław Dymek w ostatnich latach, z uwagi na wiek, ograniczył udział w zawodach do najważniejszych i najbardziej presiżowych imprez. W wyniku licznych kontuzji planował, w roku 2008, zakończyć karierę siłacza, jednak uporał się z kontuzjami i wrócił do dobrej formy. Po zakończeniu kariery siłacza planuje zająć się organizacją zawodów strongman w różnych krajach świata.
Jest właścicielem klubu treningowego Dymek Body Line, umiejscowionego w Malborku. Dysponuje halą ze sprzętem do treningu konkurencji strongman, znajdującą się we wsi Kończewice, w województwie pomorskim. Mieszka w Malborku. Rodzina: żona Dorota, syn Dawid. Starszy brat, Jacek Dymek, również zajmował się sportem strongman, jednak z dużo mniejszymi sukcesami.

## Mistrzostwa Świata Strongman
Jarosław Dymek wziął udział ośmiokrotnie w indywidualnych Mistrzostwach Świata Strongman, w latach 2001, 2002, 2003, 2005, 2006, 2007, 2008 i 2009. Był trzecim Polakiem w historii tych mistrzostw. Jest drugim Polakiem, po Mariuszu Pudzianowskim, o najdłuższym stażu w tych zawodach.
Trzykrotnie, w Mistrzostwach Świata Strongman 2007, Mistrzostwach Świata Strongman 2008 i Mistrzostwach Świata Strongman 2009 nie zakwalifikował się do finałów.
Klasyfikacja w indywidualnych Mistrzostwach Świata Strongman:
| Rok     | 2001 | 2002 | 2003 | 2005 | 2006 | 2007         | 2008         | 2009         |
| ------- | ---- | ---- | ---- | ---- | ---- | ------------ | ------------ | ------------ |
| Pozycja | 7.   | 9.   | 6.   | 4.   | 8.   | poza finałem | poza finałem | poza finałem |

Wziął udział sześciokrotnie w Drużynowych Mistrzostwach Świata Par Strongman, w latach 1999, 2000, 2001, 2002, 2003 i 2004.
Klasyfikacja w Drużynowych Mistrzostwach Świata Par Strongman:
| Rok     | 1999 | 2000 | 2001 | 2002 | 2003 | 2004 |
| ------- | ---- | ---- | ---- | ---- | ---- | ---- |
| Pozycja |      |      |      |      |      |      |

Wymiary:
- wzrost 183 cm
- waga 131 kg
- biceps 56 cm
- udo 80 cm
- klatka piersiowa 146 cm

Rekordy życiowe:
- przysiad 340 kg
- wyciskanie 280 kg
- martwy ciąg 380 kg

## Rekordy Polski
- Ciągnięcie tira w siadzie – 18,50 sek.
- Waga płaczu przodem – 42,32 sek.
- Rzut belką – 12,7 m.
- Spacer buszmena – 8,91 sek.
- Stawianie bala – 400 kg

## Osiągnięcia strongman
- 1999

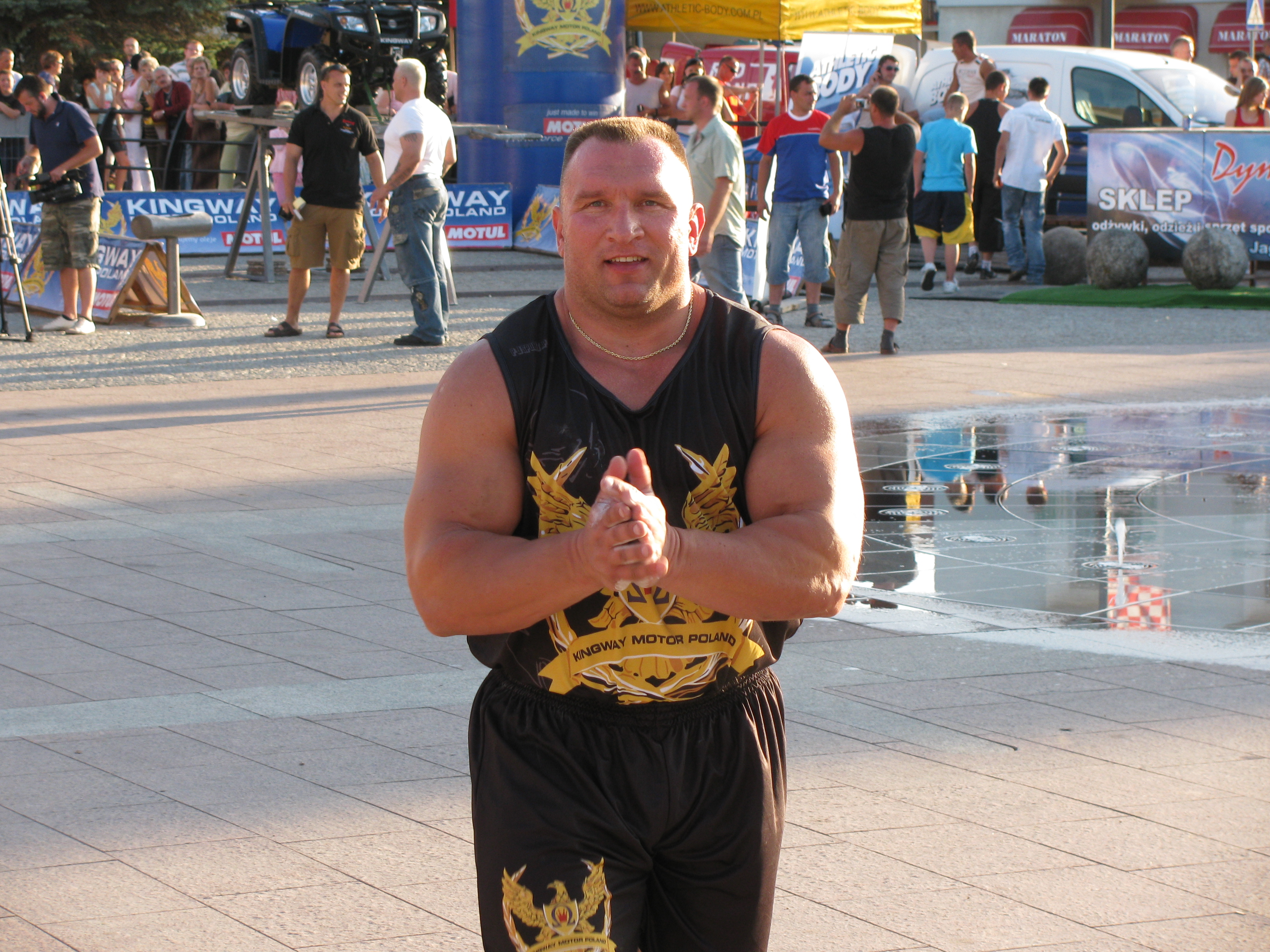
Jarosław Dymek w 2009 r.

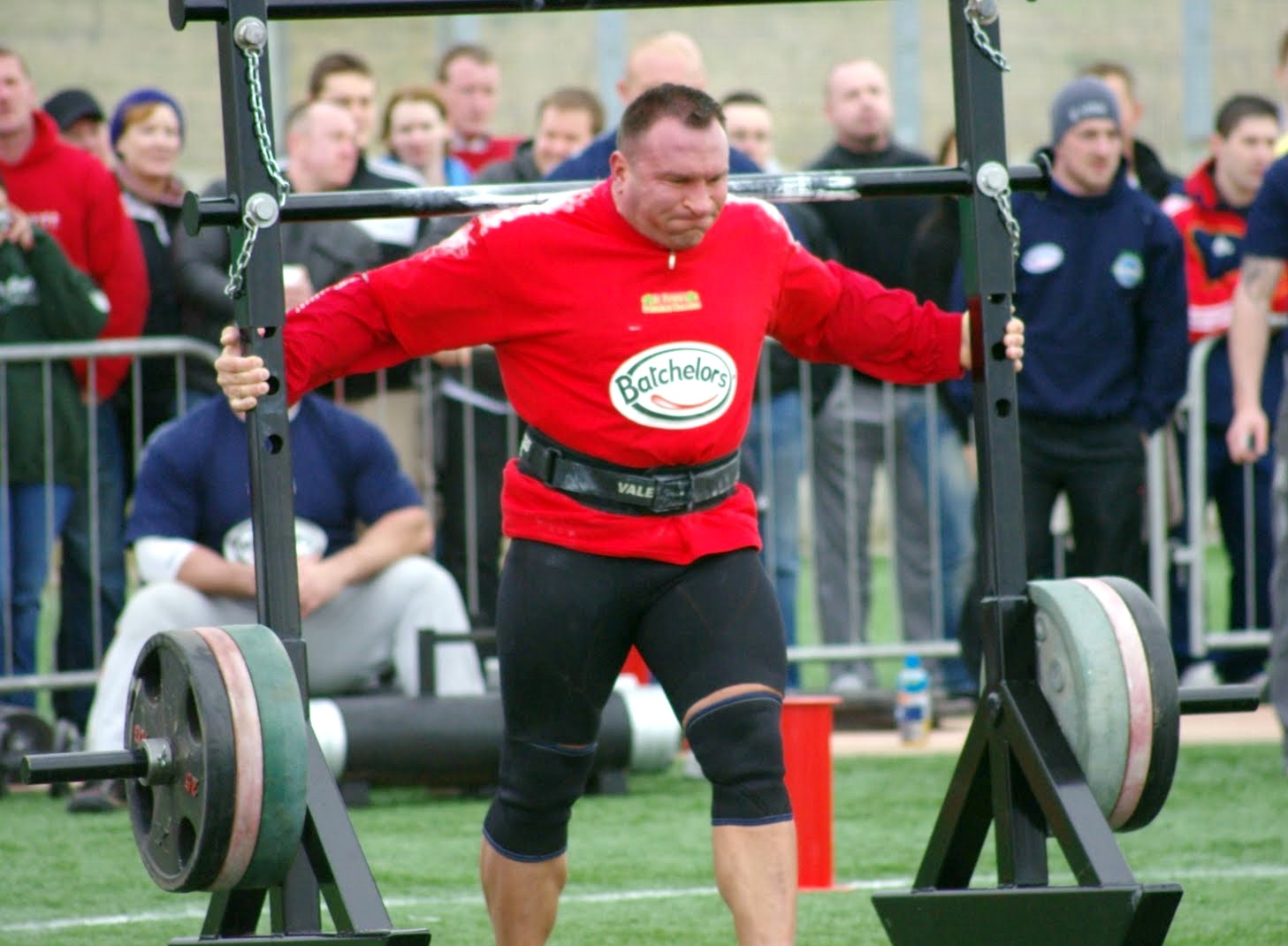
Jarosław Dymek w Spacerze buszmena

  - 3. miejsce – Drużynowe Mistrzostwa Świata Par Strongman 1999, Chiny (z Mariuszem Pudzianowskim)
- 2000
  - 4. miejsce – Puchar Świata, Grand Prix Polski
  - 2. miejsce – Mistrzostwa Polski Strongman 2000, Sopot
  - 3. miejsce – Mistrzostwa Europy Strongman 2000, Holandia
  - 4. miejsce – Drużynowe Mistrzostwa Europy Par Strongman 2000, Finlandia
  - 2. miejsce – Drużynowe Mistrzostwa Świata Par Strongman 2000, Węgry (z Mariuszem Pudzianowskim)
- 2001
  - 1. miejsce – Puchar Świata, Grand Prix Polski
  - 1. miejsce – 3. edycja Pucharu Polski Warka Strongman
  - 2. miejsce – Atlantic Giants, Wyspy Owcze
  - 2. miejsce – World Muscle Power, Szkocja
  - 2. miejsce – Drużynowe Mistrzostwa Świata Par Strongman 2001, Polska (z Ireneuszem Kurasiem)
  - 3. miejsce – American Power, USA
  - 7. miejsce – Mistrzostwa Świata Strongman 2001, Wodospady Wiktorii, Zambia

- 2002
  - 3. miejsce – Drużynowe Mistrzostwa Świata Par Strongman 2002, Holandia (z Mariuszem Pudzianowskim)
  - 1. miejsce – Mistrzostwa Polski Strongman 2002
  - 2. miejsce – Zimowy Puchar Świata, Szczyrk
  - 3. miejsce – Drużynowe Mistrzostwa Europy Par Strongman 2002, Węgry
  - 2. miejsce – Mistrzostwa Europy Strongman 2002, Gdynia
  - 9. miejsce – Mistrzostwa Świata Strongman 2002, Kuala Lumpur, Malezja
  - 1. miejsce – Finał Pucharu Polski Strongman 2002, Ostrów Wielkopolski
  - 8. miejsce – Super Seria 2002: Sztokholm
  - 2. miejsce – Pierwsze zawody Polska kontra Reszta Świata
- 2003
  - 7. miejsce – Super Seria 2003: Oahu
  - 6. miejsce – Super Seria 2003: Hawaje
  - 1. miejsce – Puchar Świata Strongman 2003, Inowrocław
  - 1. miejsce – Solid Strongman Challenge, Columbus, USA
  - 8. miejsce – Super Seria 2003: Silvonde
  - 2. miejsce – Mistrzostwa Europy Strongman 2003, Sandomierz
  - 5. miejsce – Super Seria 2003: North Bay

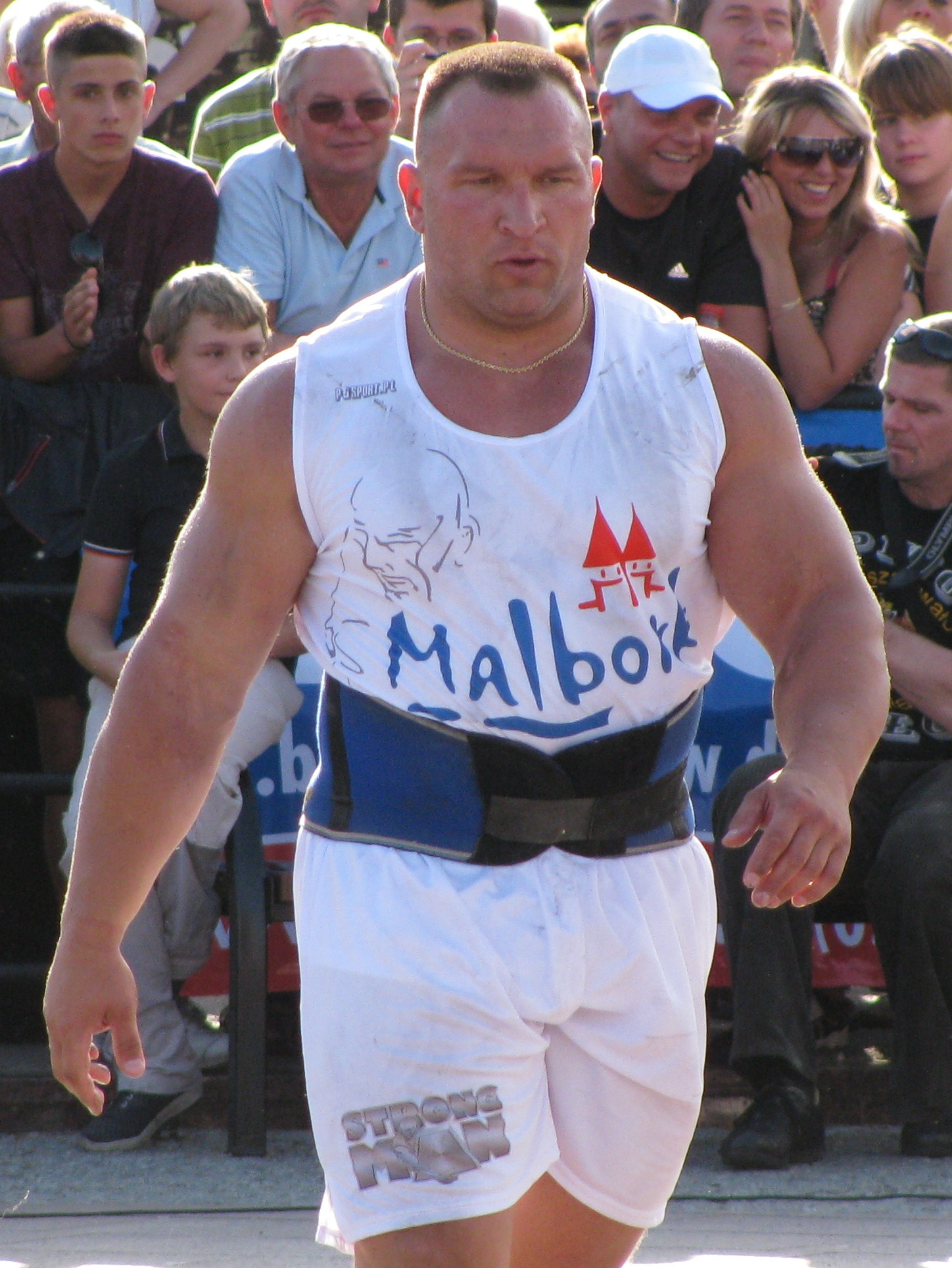
Jarosław Dymek, malborczanin

  - 1. miejsce – Drużynowe Mistrzostwa Świata Par Strongman 2003, Węgry (z Mariuszem Pudzianowskim)
  - 6. miejsce – Mistrzostwa Świata Strongman 2003, Wodospady Wiktorii, Zambia
  - 3. miejsce – Finał Pucharu Polski Strongman 2003, Piła

- 2004
  - 1. miejsce – Drużynowe Mistrzostwa Świata Par Strongman 2004, Płock (z Mariuszem Pudzianowskim)
  - 2. miejsce – Polska - Skandynawia, Dąbrowa Górnicza
  - 1. miejsce – Trzecie zawody Polska kontra Reszta Świata
- 2005
  - 2. miejsce – Pierwszy Pojedynek Gigantów, Łódź
  - 1. miejsce – Mistrzostwa Polski Strongman 2005, Starachowice
  - 1. miejsce – Zawody Północ-Południe
  - 1. miejsce – Mistrzostwa Europy Strongman 2005, Płock
  - 4. miejsce – Mistrzostwa Świata Strongman 2005, Chengdu, Chiny (kontuzjowany)
- 2006
  - 1. miejsce – Puchar Świata Siłaczy 2006: Fürstenfeldbruck
  - 1. miejsce – Polska kontra Europa
  - 2. miejsce – Super Seria 2006: Milicz
  - 4. miejsce – Mistrzostwa Polski Strongman 2006, Września
  - 8. miejsce – Mistrzostwa Świata Strongman 2006, Sanya, Chiny
  - 4. miejsce – Puchar Świata Siłaczy 2006: Grodzisk Mazowiecki

- 2007

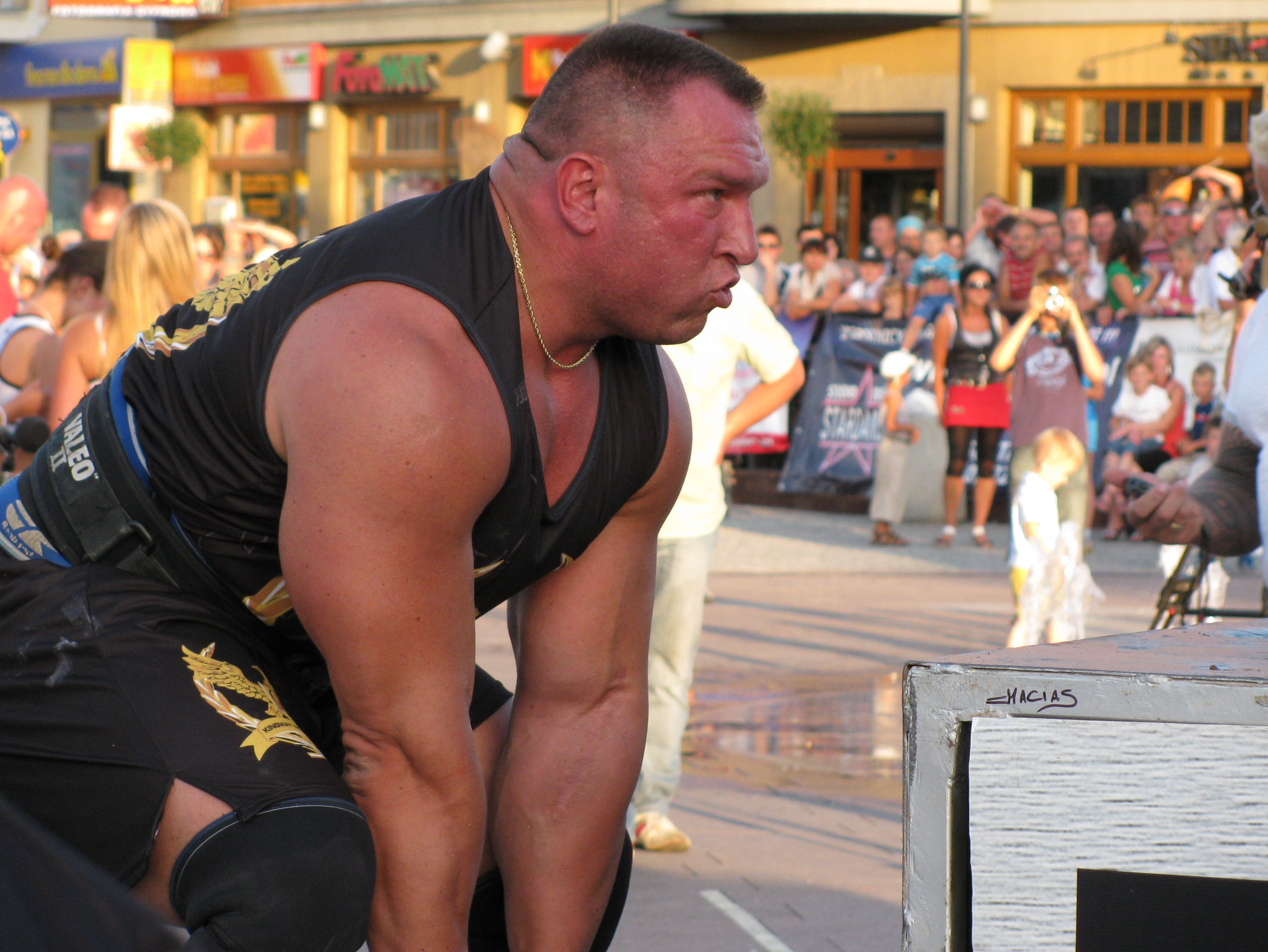
Jarosław Dymek w 2009 r.

  - 5. miejsce – Mistrzostwa Europy Strongman 2007, Łódź
  - 2. miejsce – Super Seria 2007: Viking Power Challenge, Norwegia
  - 2. miejsce – Mistrzostwa Polski Strongman 2007, Strzegom
- 2008
  - 1. miejsce – Czwarty Pojedynek Gigantów, Łódź
  - 8. miejsce – Super Seria 2008: Nowy Jork
  - 6. miejsce – Super Seria 2008: Viking Power Challenge, Norwegia
- 2009
  - 11. miejsce – Giganci Na Żywo 2009: Stavanger
  - 1. miejsce – Giganci Na Żywo 2009: Malbork
  - 10. miejsce – Super Seria 2009: Venice Beach
- 2010
  - 1. miejsce – Pojedynek Gigantów, Northampton[14]